# SS America
Le SS America est un bateau américain lancé le 2 avril 1898. Il s'échoue le 7 juin 1928 dans une baie de l'Isle Royale, sur le lac Supérieur. Aujourd'hui protégée au sein du parc national de l'Isle Royale, son épave est inscrite au Registre national des lieux historiques depuis le 14 juin 1984.